# ユニオン・ツアー1991
『ユニオン・ツアー1991』（Union Live）は、プログレッシブ・ロック・バンドのイエスのライブ・アルバム。アルバム『結晶』（1991年）の発表に伴って行われた「ユニオン・ツアー」を記録した。
2011年にヴォイスプリント・レコードから2枚組CDと1枚組DVDとして発売された。

## 解説
1990年、イエスは1983年の再結成時のメンバーだったジョン・アンダーソン、クリス・スクワイア、トレヴァー・ラビン、トニー・ケイ、アラン・ホワイトの5人に、1970年代のメンバーだったビル・ブルーフォード、リック・ウェイクマン、スティーヴ・ハウが加わった形の8人編成になった。1991年4月、彼等はアルバム『結晶』（"Union"）を発表し、同年4月9日から5月21日までアメリカ、5月29日から6月30日までヨーロッパとイギリス、7月5日から8月8日までアメリカ、1992年2月29日から3月5日まで日本でツアーを行なった。
本作の1枚組DVD（HST008DVD）と2枚組CD（HST009CD）には、「ユニオン・ツアー・ライブ」として日本でテレビ放映されていたカリフォルニア州マウンテンビュー公演（1991年8月8日）の模様が収録された。日本では両者をまとめた『ユニオン・ツアー1991 - デラックス・エディション』（VQBD-10030）も発売されている。
限定版パッケージ（HST007DVD）は2枚組DVDと2枚組CDからなり、DVD1と2枚組CDには上記マウンテンビュー公演、DVD2には何年にもわたりファンの間に出回っていたコロラド州デンバー公演（1991年5月9日）、観客録音によるフロリダ州ペンサコーラ公演（1991年4月9日）、ボーナス・オーディオ5.1ミックス、ボーナス・オーディオ・トラックが含まれた。
現在、全てがGonzoのウェブサイトから独占発売されている。

## 収録曲

### スタンダードDVD
1991年8月8日、サンフランシスコ・ベイエリア、カリフォルニア・マウンテンビュー、ショアライン・アンフィシアター公演
1. オープニング（ストラヴィンスキー作曲：組曲「火の鳥」より）
2. ユアズ・イズ・ノー・ディスグレイス
3. リズム・オブ・ラヴ
4. 燃える朝焼け
5. クラップ / ジョージアズ・テーマ（スティーヴ・ハウ・ソロ）
6. メイク・イット・イージー / ロンリー・ハート
7. アイヴ・シーン・オール・グッド・ピープル：i) 心の光　ii) オール・グッド・ピープル
8. ソリーズ・ビアード / ヤンキー・ドゥ―ドゥル（トレヴァー・ラビン・ソロ）
9. セイヴィング・マイ・ハート
10. フィッシュ / アメイジング・グレイス（クリス・スクワイア・ソロ）
11. リック・ウェイクマン・ソロ
12. 悟りの境地
13. ラウンドアバウト

HST008DVD

### 2枚組アルバム
上記公演からの音源
ディスク：1 
1. オープニング（ストラヴィンスキー作曲：組曲「火の鳥」より）
2. ユアズ・イズ・ノー・ディスグレイス
3. リズム・オブ・ラヴ
4. 燃える朝焼け
5. クラップ / ジョージアズ・テーマ（スティーヴ・ハウ・ソロ）
6. メイク・イット・イージー / ロンリー・ハート
7. アイヴ・シーン・オール・グッド・ピープル：i) 心の光　ii) オール・グッド・ピープル

ディスク：2 
1. ソリーズ・ビアード / ヤンキー・ドゥ―ドゥル（トレヴァー・ラビン・ソロ）
2. セイヴィング・マイ・ハート
3. フィッシュ / アメイジング・グレイス（クリス・スクワイア・ソロ）
4. リック・ウェイクマン・ソロ
5. 悟りの境地
6. ラウンドアバウト

HST009CD

### 限定版DVD／2枚組CD／ボーナスDVD
この限定版（日本盤未発売）には以下の内容が含まれている。
- 上記のコンサートDVD
- 上記の2枚組アルバム
- 再作成されたツアー・プログラム
- バック・ステージ・パス
- ツアー・スタッフ・パス
- ボーナスDVD

ボーナスDVD詳細
1991年4月9日、フロリダ、ペンサコラ・シビック・センター公演のブートレグ・ビデオ映像
1. Firebird Suite
2. Yours Is No Disgrace
3. Rhythm of Love
4. City of Love
5. Heart of the Sunrise
6. Leaves of Green
7. Concerto in D/Clap
8. Make It Easy / Owner of a Lonely Heart
9. And You and I
10. Drum Duet
11. Hold On
12. Shock to the System
13. Solly's Beard
14. Changes
15. Take the Water to the Mountain
16. Soon
17. Long Distance Runaround
18. Whitefish
19. Amazing Grace
20. Lift Me Up
21. Rick Wakeman solo
22. Awaken
23. Roundabout
24. Starship Trooper

1991年5月9日、コロラド、デンバー・マクニコルズ・スポーツ・アリーナ公演のブートレグ・ビデオ映像
1. Firebird Suite / Yours Is No Disgrace
2. Rhythm of Love
3. Shock to the System
4. Heart of the Sunrise
5. Clap / Mood for a Day
6. Make it Easy / Owner of a Lonely Heart
7. And You And I
8. Drum Duet
9. Hold On
10. I've Seen All Good People
11. Kaye solo / Changes
12. Solly's Beard
13. Long Distance Runaround
14. Whitefish / Amazing Grace
15. Lift Me Up
16. Wakeman solo
17. Awaken
18. Roundabout

ボーナス・オーディオ5.1ミックス

1991年8月8日、サンフランシスコ・ベイエリア、カリフォルニア・マウンテンビュー、ショアライン・アンフィシアター公演
1. Shock to the System
2. And You And I
3. Lift Me Up

ボーナス・オーディオ・ステレオ・トラック
1. Shock to the System
2. And You And I
上記2曲：1991年6月29日、ロンドン、ウェンブリー・アリーナ公演
3. Drum Duet
4. Changes
上記2曲：1991年7月24日、ペンシルヴァニア、バーゲッツタウン、スター・レイク・アンフィシアター公演

HST007DVD

## 参加ミュージシャン
- ジョン・アンダーソン - リード・ボーカル、アコースティックギター、タンバリン
- スティーヴ・ハウ - ギター、ボーカル
- トレヴァー・ラビン - ギター、ボーカル
- トニー・ケイ - ハモンド・オルガン、キーボード、サウンド・エフェクト
- リック・ウェイクマン - キーボード、シンセサイザー
- クリス・スクワイア - ベース、ボーカル
- アラン・ホワイト - アコースティックドラム、パーカッション
- ビル・ブルーフォード - エレクトリックドラム、パーカッション